# تامبوفسکی (آدیغیه)
تامبوفسکی (به لاتین: Tambovsky) یک منطقهٔ مسکونی در روسیه است که در آدیغیه واقع شده‌است.